# Argentinos
Los Argentinos son las personas identificadas o nacidas en Argentina. Esta conexión puede ser residencial, legal, histórica o cultural. Para la mayoría de los argentinos, existen varias (o todas) de estas conexiones y son colectivamente la fuente de su ser argentino.
Argentina es una sociedad multiétnica, en la que conviven personas de diversos orígenes étnicos, religiosos y nacionales, con una gran parte de población formada por inmigrantes del Viejo Mundo y sus descendientes. En consecuencia, los argentinos no equiparan su nacionalidad con la etnia, sino con la ciudadanía y la lealtad a Argentina. Aparte de la población indígena que ha sido muy invisibilizada en la historia, muchos antepasados de los argentinos inmigraron en los últimos cinco siglos. Entre los países del mundo que más inmigrantes han recibido en la historia moderna de Argentina se encuentran España, que es el país de mayor ascendencia argentina lugar. Después sigue Estados Unidos y por delante de otros destinos de inmigrantes como Canadá, Brasil y Australia.

Bandera de la República Argentina.

## Grupos étnicos

### Panorama
Como Argentina es una sociedad multiétnica, en él viven personas de diversos orígenes étnicos. Argentina es un crisol de diferentes pueblos.
A principios y mediados del siglo XIX comenzó a llegar a Argentina una gran oleada de inmigración debido a las nuevas políticas constitucionales que fomentaban la inmigración y a problemas en los países de los que procedían los inmigrantes, como guerras, pobreza, hambre y hambrunas. Las principales fuentes de inmigración fueron Europa, los países de Oriente Medio, Rusia y Japón. Con el tiempo, Argentina se convirtió en el segundo país con mayor número de inmigrantes del periodo, con 6,6 millones, sólo superado por Estados Unidos, con 27 millones. La inmigración de las últimas décadas incluye principalmente a paraguayos, bolivianos y peruanos, entre otros latinoamericanos, europeos del Este, africanos y asiáticos.
Los argentinos descienden mayormente de españoles, italianos, los diversos pueblos indígenas de Argentina, franceses, alemanes (principalmente alemanes del Volga) y árabes (principalmente libaneses y sirios). En menor medida africanos subsaharianos, irlandeses, y eslavos (principalmente polacos, ucranianos, croatas y rusos), etc. Estimaciones afirman que más del 62 % de los argentinos tienen ascedencia italiana. De acuerdo con los datos del RENAPER los 20 apellidos más frecuentes son de origen español, principalmente gallegos.
Por lo tanto, la mayoría de los argentinos son de ascendencia europea total o parcial (con un importante componente indígena, y un componente negro menos prominente), y son descendientes de colonos de la época colonial o de los inmigrantes europeos de los siglos XIX y XX.
Los grupos étnicos más comunes son los «caucásicos» o «blancos» (en su mayoría descendientes de españoles e italianos) o los «mestizos» (mezcla de ascendencia europea e indígena).

### Estimación étnica
Según la UAEM:
| Grupo étnico      | Porcentaje estimado | Población aproximada |
| ----------------- | ------------------- | -------------------- |
| Blancos           | 85,0 %              | 39.400.000           |
| Indígenas         | 1,1 %               | 600.000              |
| Afrodescendientes | 0,3 %               | 150.000              |
| Mestizos          | 13,6 %              | 6.850.000            |
| Total             | 100 %               | 47.000.000[1]        |
Según otras fuentes:
| Grupo étnico              | Porcentaje estimado | Población aproximada |
| ------------------------- | ------------------- | -------------------- |
| Blancos                   | 78,1 %              | 36.580.000[25]       |
| Indígenas                 | 2,8 %[26]           | 1.320.000            |
| Afrodescendientes         | 0,6 %[26]           | 300.000              |
| Mestizos (sin clasificar) | 18,5 %              | 8.800.000            |
| Total                     | 100 %               | 47.000.000[1]        |

### Estudios genéticos

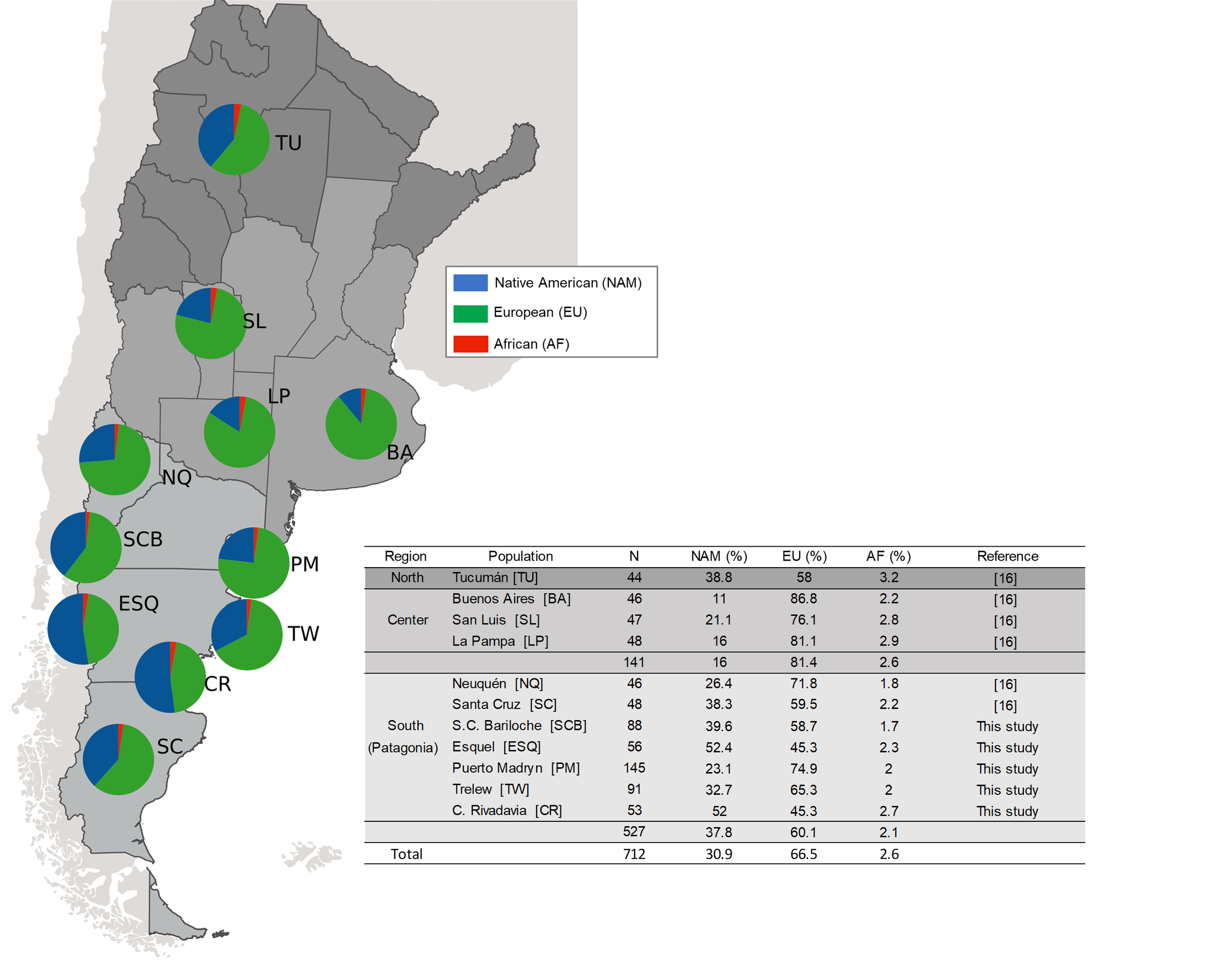
Resultados del estudio de Plos One Genetics de 2019, por región.

No se han realizado grandes estudios exhaustivos en las numerosas regiones de Argentina para caracterizar la mezcla genética. Los estudios con muestras de pequeño tamaño arrojan la siguiente composición genética.
| Caucásico (incluye europeos, árabes e indostánicos) | Amerindio | Africano | Asiático | Estudio | Año  | Fuente                                       |
| --------------------------------------------------- | --------- | -------- | -------- | --- | ---- | -------------------------------------------- |
| 81,5 %                                              | 18,6 %    | —        | —        | (Quiroga et al, 1985): Frecuencia de grupos sanguíneos y disminución de Rh negativo en población argentina                                                                 | 1985 | (Fuente oficíal) Universidad de Buenos Aires |
| 78,0 %                                              | 19,4 %    | 2,4 %    | —        | (Seldin et al, 2006): Argentine population genetic structure: Large variance in Amerindian contribution                                                                    | 2006 | American Journal of Physical Anthropology    |
| 79,9 %                                              | 15,8 %    | 4,3 %    | —        | (Avena, 2006): Mezcla génica en una muestra poblacional de la ciudad de Buenos Aires                                                                                       | 2006 | Research Gate                                |
| 60,1 %                                              | 30,8 %    | 9,0 %    | —        | (Oliveira, 2008): O impacto das migrações na constituição genética de populações latino-americanas                                                                         | 2008 | Universidad de Brasilia                      |
| 78,5 %                                              | 17,3 %    | 4,2 %    | —        | (Corach et al, 2009): Inferring Continental Ancestry of Argentineans from Autosomal, Y-Chromosomal and Mitochondrial DNA                                                   | 2009 | Annals of Human Genetics                     |
| 65,0 %                                              | 31,0 %    | 4,0 %    | —        | (Avena et al, 2012): Heterogeneity in Genetic Admixture across Different Regions of Argentina                                                                              | 2012 | Plos One Genetics                            |
| 67,3 %                                              | 27,7 %    | 3,6 %    | 1,4 %    | (Homburguer et al, 2015): Genomic Insights into the Ancestry and Demographic History of South America                                                                      | 2015 | Plos One Genetics                            |
| 61,0 %                                              | 27,0 %    | 9,0 %    | —        | National Geographic: The Genographic Project, Reference Populations, Geno 2.0 Next Generation                                                                              | 2016 | National Geographic                          |
| 71,0 %                                              | 25,0 %    | 4,0 %    | —        | (Fuerst, 2016): Admixture in the Americas: Regional and National Differences                                                                                               | 2016 | Research Gate                                |
| 84,1 %                                              | 12,8 %    | —        | —        | (Olivas et al, 2017): Variable frequency of LRRK2 variants in the Latin American research consortium on the genetics of Parkinson’s disease (LARGE-PD), a case of ancestry | 2017 | Nature                                       |
| 66,5 %                                              | 30,4 %    | 2,6 %    | —        | (Parolin et al, 2019): Genetic admixture patterns in Argentinian Patagonia                                                                                                 | 2019 | Plos One Genetics                            |
| 77,8 %                                              | 17,9 %    | 4,2 %    | —        | (Caputo et al, 2021): Ancestral genetic legacy of the extant population of Argentina as predicted by autosomal and X-chromosomal DIPs                                      | 2021 | Springer Link                                |
| 86,0 %                                              | 13,0 %    | 1,0 %    | —        | (Genera, 2022): Ancestralidad Argentina | 2022 | Genera                                       |

De acuerdo con estudios genéticos la composición genética por regiones sería la siguiente:
Según Corach (2010):
| Región                            | Europeo/Caucásico | Amerindio | Africano | % de la población argentina |
| --------------------------------- | ----------------- | --------- | -------- | --------------------------- |
| Centro (región pampeana y cuyana) | 81 %              | 15 %      | 4 %      | 75 %                        |
| Sur (región patagónica)           | 68 %              | 28 %      | 4 %      | 5 %                         |
| Noreste                           | 79 %              | 17 %      | 4 %      | 10 %                        |
| Noroeste                          | 55 %              | 35 %      | 10 %     | 10 %                        |
Según Parolin (2019):
| Región                            | Europeo/Caucásico | Amerindio | Africano | % de la población argentina |
| --------------------------------- | ----------------- | --------- | -------- | --------------------------- |
| Centro (región pampeana y cuyana) | 81,4 %            | 16 %      | 2,6 %    | 75 %                        |
| Sur (región patagónica)           | 62,1 %            | 35,5 %    | 2,1 %    | 5 %                         |
| Norte (región norte grande)       | 58,3 %            | 38,5 %    | 3,2 %    | 20 %                        |
Un equipo dirigido por Daniel Corach realizó un estudio en 2010, analizando 246 muestras de toda las provincias. Los resultados fueron los siguientes: el análisis del ADN del cromosoma Y reveló un 94,1 % de contribución europea, y sólo un 4,9 % y un 0,9 % de contribución nativa americana y negra africana, respectivamente. El análisis del ADN mitocondrial mostró de nuevo una gran contribución amerindia por línea materna, del 53,7 %, con un 44,3 % de contribución europea, y un 2 % de contribución africana. El estudio de 24 marcadores autosómicos también demostró una gran contribución europea, del 78,5 %, frente a un 17,3 % de contribución amerindia y un 4,2 % africana negra. Según M. Caputo et al, 2021, el estudio de los X-DIP y los DIP autosómicos muestran que el aporte genético europeo es del 77,8 %, el indígena del 17,9 % y el africano del 4,2 %.
Un estudio de Genera en 2022 de más de 2.785 muestras de ADN reveló una ancestría de un 86 % caucásica (un 74 % europea + un 7 % judía + un 4 % árabe), un 13 % indígena y un 1 % africana.
Varios estudios descubrieron que la ascendencia europea en Argentina procede principalmente de la península ibérica e Italia, con una contribución mucho menor de Europa central y septentrional. El componente italiano parece más fuerte en el centro, mientras que la influencia española domina en el norte y el sur.
En un estudio genético de 2012 se informó que aquellos argentinos que declaraban tener todos sus ancestros europeos eran en promedio un 91 % europeos mientras que aquellos que declaraban no tener ascendencia europea o solo ascedencia parcial eran en promedio un 54 % europeos.
Un estudio de composición genética que incluyó a todos los países del continente americano encontró que la composición genética de Argentina era un 71 % europea, un 25 % amerindia y un 4 % africana. De acuerdo con los datos del estudio, Argentina constituye el cuarto país con mayor aporte europeo a nivel general por detrás de Canadá (90 %), Uruguay (83 %) y Estados Unidos (78 %). Aunque en otros estudios el aporte europeo llegó a 84 %.

### Caucásicos

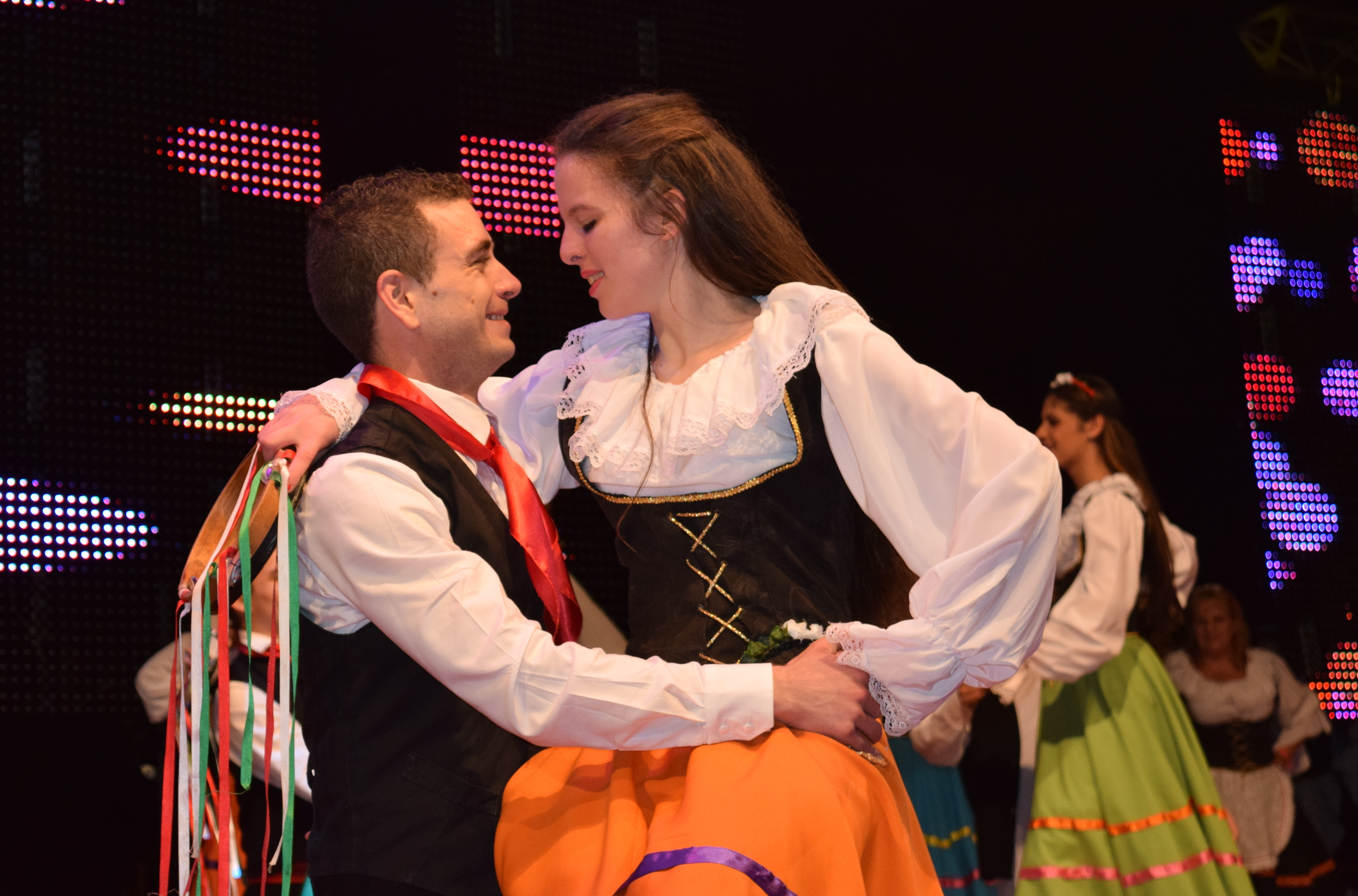
Descendientes de italianos en Oberá, provincia de Misiones.

Los argentinos caucásicos o blancos son los descendientes argentinos de colonos procedentes de España durante el periodo colonial anterior a 1816, y principalmente de inmigrantes procedentes de Europa y Medio Oriente durante la gran oleada inmigratoria del siglo XIX hasta mediados del XX. De acuerdo con el US Bureau los blancos incluye a las personas con orígenes en Europa, Medio Oriente y África del Norte. Es posible que una parte de los argentinos que entran en esta categoría tengan algún grado de ancestria indígena pero siguiendo el sistema de castas colonial los criollos eran aquellos cuya ascendencia europea era completa o superior al 87 %. En un estudio genético de 2012 se informó que los argentinos que se identifican como descendientes de europeos son en promedio un 91 % europeos. También muchos argentinos blancos o caucásicos tienen ascendencia árabe o judía pero estas ascendencias parecen ser menores.
Ningún censo argentino reciente ha incluido preguntas exhaustivas sobre etnicidad, aunque numerosos estudios etnográficos han determinado que los argentinos blancos son el grupo principal del país desde 1778 siendo alrededor del 80 %. Los blancos han constituido un porcentaje importante de la población incluso antes de la gran inmigración de Europa, Medio Oriente y Norte de África según el censo virreinal de 1778 los criollos eran el grupo principal del territorio argentino siendo el 38 %, aunque no el predominante ya que le seguían los afrodescendientes con un 32 %, los indígenas con un 22 % y los mestizos con un 8 %. Los criollos constituían la mayoría en las provincias centrales, mientras que los afrodescendientes, los indígenas y mestizos eran predominantes en el noroeste. El sur y el noreste aún no eran parte del territorio argentino hasta después de la independencia en 1816. Censos posteriores mostrarían que los blancos constituían el 72,2 % de la población de la provincia de Buenos Aires en 1822 y el 87,2 % de la población de la provincia de Corrientes en 1833. Según los datos del censo de 1914 el 80 % de los residentes eran inmigrantes europeos y sus descendientes, entre el 20 % restante (los descendientes de la población que residía localmente antes de esta ola de inmigrantes), la mitad (50 %) eran blancos. Con estos datos se podría decir que alrededor del 90 % de la población era blanca en 1914.
Se estima que el 97 % de la población tiene algún grado de ascedencia europea. Las ascendencias europeas más numerosas son: la española (principalmente gallega, vasca y asturiana) la gran mayoría, seguido de la italiana (el 62 %), la francesa (incluyendo la vasca francesa) (el 17 %), la alemana (incluyendo la alemana del Volga) (el 8 %), la eslava (principalmente polaca, ucraniana, croata y rusa) (cerca del 5 %), la irlandesa (cerca del 2 %), la británica (principalmente galesa), la suiza y la armenia, entre otras en menor número.

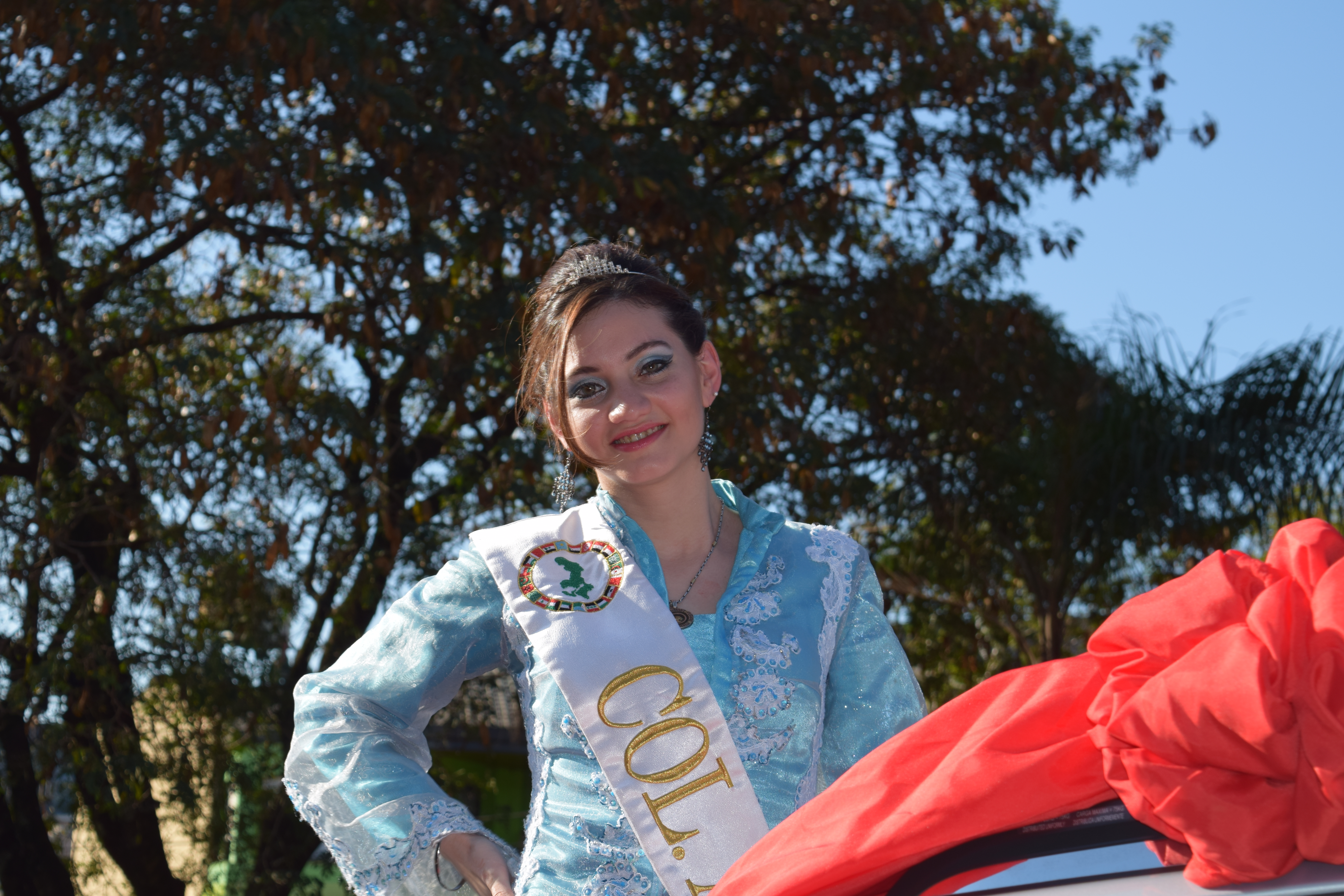
Argentina de origen árabe en Oberá, provincia de Misiones.

Los argentinos con ascendencia árabe representan alrededor de 3,5 millones de personas (el 8 %), cuya ascendencia se remonta a cualquiera de las diversas oleadas de inmigrantes, en gran parte procedentes de la región levantina de Medio Oriente y Norte de África, de lo que hoy es Siria y Líbano; y de Cilicia y Palestina en menor medida. Debido a que muchos países árabes estaban bajo control del Imperio Otomano cuando se produjo la gran oleada inmigratoria, la mayoría de los árabes entraron en el país con pasaporte turco, por lo que coloquialmente se les denomina los turcos. De los 3,5 millones de personas que son árabes o descendientes de ellos, alrededor de 400 000 son musulmanes y el resto de esta comunidad es, mayormente, cristiana.
Distintas estimaciones desde 2006, realizadas por instituciones como el Comité Judío Americano de Distribución Conjunta y la Universidad Hebrea de Jerusalén (última, publicada en 2018), han arrojado en las últimas dos décadas cifras en torno a los 180 000 judíos que viven en Argentina. A su vez, el número de judeoargentinos que viven en Israel, según estimaciones de 2023, se sitúa en torno a los 100 000. La presencia de judíos en Buenos Aires se remonta al año 1619 cuando llegaron a Buenos Aires ocho navíos con inmigrantes criptojudíos de Lisboa y Lima y luego con las sucesivas olas migratorias. Los judíos han vivido durante siglos en el país, sin embargo, no se tienen registros de grandes poblaciones judías hasta los siglos XIX y XX. Algunos de los judíos que huían de la Inquisición española y portuguesa se establecieron en lo que hoy es territorio argentino, pero se asimilaron en la sociedad rioplatense. La población judía en la Argentina es la más grande de América del Sur, la tercera en el continente y la quinta más grande del mundo fuera de Israel.
En Argentina también residen 300.000 gitanos pertenecientes a los subgrupos gitano griego, moldavo y ruso kalderash. Algunos lovari, xoraxane chilenos, españoles kalé y boyash también viven en Argentina.

### Mestizos
Son aquellos argentinos cuya mezcla es indígena y europea. En el sistema de castas colonial se refiere a individuos que son 50% de ambas partes. Según algunas fuentes siguiendo el sistema de castas colonial los mestizos rondarían el 15%. A pesar de ello los estudios genéticos sugieren que la población con algún grado de ancestria indígena sería mayor. En un estudio genético de 2012 se informó que los argentinos que no se identifican como blancos son en promedio 54 % europeos. En 1778 apenas constituían el 8 %, los grupos mayoritarios eran los criollos y afrodescendientes.
Muchos argentinos se identifican como poseedores de al menos un antepasado indígena; un estudio genético realizado por Daniel Corach de la Universidad de Buenos Aires tomando 320 muestras de 12.000 disponibles encontró que el 56 % de los argentinos muestrados tenía ascendencia indígena en un linaje parental (principalmente por vía materna) y de este segmento alrededor del 10 % tenían ascendencia indígena en ambos linajes parentales o quizás eran amerindios puros. El estudio encontró que de las muestras provenientes del centro (región pampeana y región del cuyo) el 52 % tenían ascendencia indígena, las muestras del sur (región patagónica) el 56 % presentaban ascendencia indígena y las muestras del norte (región norte grande) el 66 % presentaban ascendencia indígena. Sin embargo, otros dos estudios posteriores realizados por la Universidad de Brasilia en 2008 y la Universidad Maimónides en conjunto con la Universidad de Buenos Aires en 2011 tomando varias muestras de material genético encontraron que el 30 % de los argentinos muestrados poseían ascendencia indígena y un estudio más reciente realizado por Genera tomando 2.785 muestras en cambio encontró que el 12,59 % de los argentinos muestrados tendría ascendencia de los pueblos originarios, el doble que Uruguay (6,73 %) y Brasil (6,56 %).
Cabe destacar que este tipo de estudios genéticos -destinados únicamente a buscar linajes específicos en el ADNmt o en el Cromosoma Y, que no se recombinan pueden ser engañosos.[cita requerida] Por ejemplo, una persona con siete bisabuelos europeos y sólo un bisabuelo amerindio/mestizo estará incluida en dicho porcentaje aunque lo más probable es que su fenotipo sea caucásico.[cita requerida]
Según un estudio de 2011, el componente amerindio maternal o de ADNmt observado en las poblaciones urbanas argentinas fue del 66 %, 41 % y 70 % en el sur, centro y norte respectivamente, predominando de esta manera en el norte y sur.
En uno de los estudios genéticos sobre la población de Argentina, 441 argentinos de las provincias del noreste, Salta, Chubut y Buenos Aires (especialmente el Gran Buenos Aires), se observó que la composición genética de la población estaba compuesta en promedio por un 65 % de europeo, seguido de un 31 % de amerindio y, por último, un 4 % africano; sin embargo, este estudio no estaba bien ponderado y pretendía ser una representación de la diversidad del ADN argentino más que una demostración de la composición étnica del país. También se descubrió que había grandes diferencias en la ascendencia entre los argentinos a medida que se viajaba por el país. Este estudio encontró que los argentinos que se consideraban de ascendencia europea total eran en promedio un 91 % europeos mientras que aquellos que no se consideraban de ascendencia europea o solo parcial eran en promedio un 54 % europeos.
Un segundo estudio realizado por Daniel Corach, en el que se determinó la composición genética de los argentinos ponderando la población de toda las provincias, arrojó una estimación significativamente más alta de ascendencia europea: el 78,5 % del ADN autosómico del argentino medio.

### Indígenas

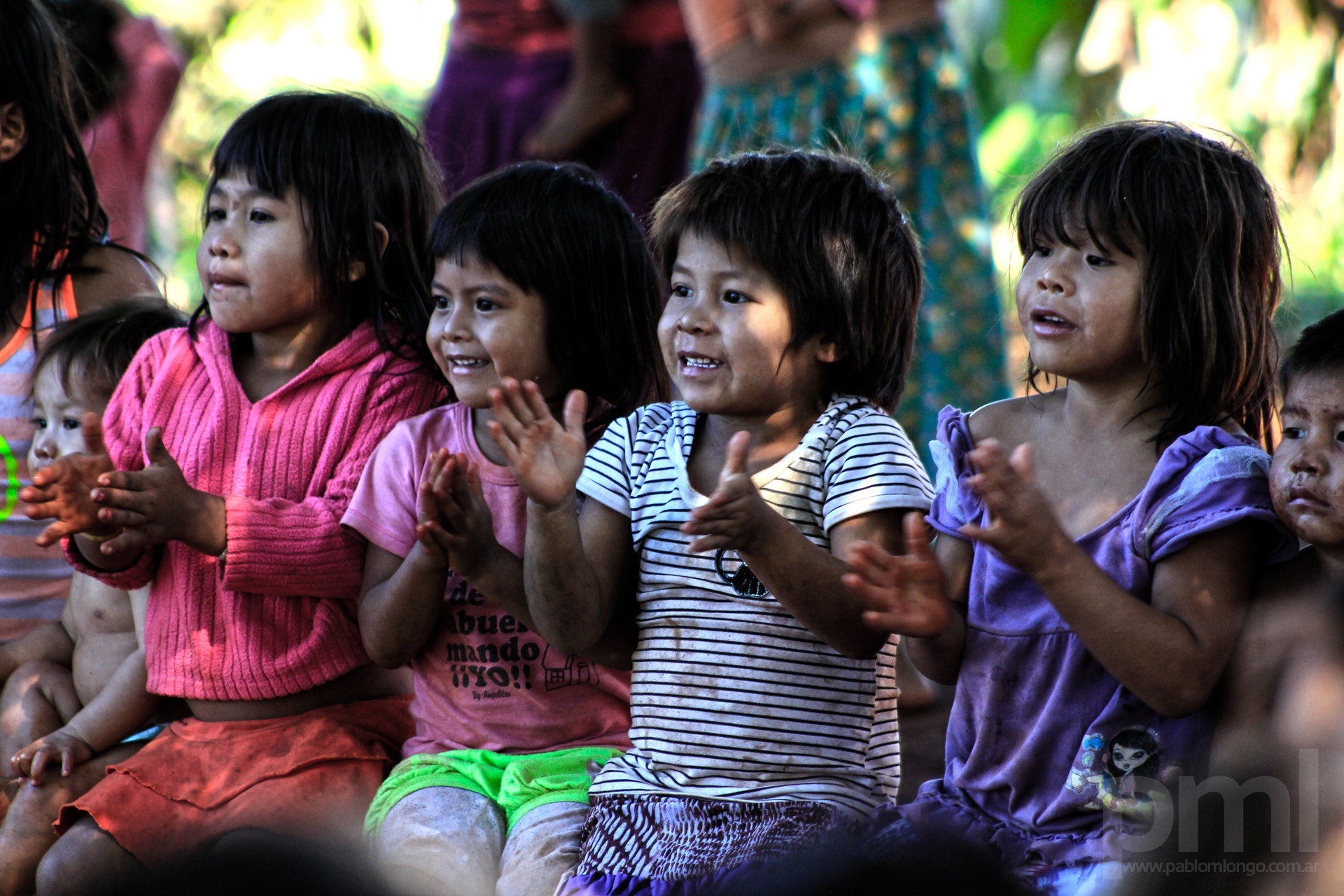
Niños guaraníes en Puerto Iguazú, provincia de Misiones.

Argentina actualmente cuenta con 35 pueblos indígenas reconocidos oficialmente. Según el censo argentino de 2022, unos 1.306.730 argentinos (el 2,83 % de la población del país) se autoidentifican como indígenas o descendientes de primera generación de pueblos indígenas. En 1778 constituían más del 22 % mientras que para 1895 estaban por debajo del 1 %.
Los grupos indígenas más numerosos eran los pueblos tehuelche, kolla, toba, wichí, diaguita, mocoví, huarpe, mapuche y guaraní. Las provincias de Jujuy y Salta en el noroeste argentino son las que cuentan con el mayor porcentaje de hogares (15 %) con al menos un residente indígena o descendiente directo de un indígena.
Los pueblos indígenas con descendientes vivos en Argentina son:
- Etnias centrales: huarpes, comechingones, sanavirones, pampas, ranqueles, querandíes, charrúas
- Etnias sureñas: mapuches, tehuelches, selknams
- Etnias norteñas: kollas, quechuas, aimaras, diaguitas, atacamas, guaraníes, wichís, tobas, mocovíes, pilagás, chulupíes, chorotes, omaguacas, tonocotés, lules, vilelas

| Población indígena en Argentina según censos | Población indígena en Argentina según censos | Población indígena en Argentina según censos | Población indígena en Argentina según censos | Población indígena en Argentina según censos |
| Año                                          | %                                            | Cantidad                                     | Población                                    |                                              |
| -------------------------------------------- | -------------------------------------------- | -------------------------------------------- | -------------------------------------------- | -------------------------------------------- |
| 1778                                         | 22 %                                         | 41.500                                       | 186.000                                      |                                              |
| 1869                                         | 5 %                                          | 93.000                                       | 1.800.000                                    |                                              |
| 1895                                         | 0,8 %                                        | 30.000                                       | 4.000.000                                    |                                              |
| 1914                                         | 0,2 %                                        | 18.500                                       | 7.900.000                                    |                                              |
| 1966                                         | 0,7 %                                        | 165.300                                      | 22.800.000                                   |                                              |
| 2001                                         | 1,6 %                                        | 600.300                                      | 36.200.000                                   |                                              |
| 2010                                         | 2,3 %                                        | 955.000                                      | 40.000.000                                   |                                              |
| 2022                                         | 2,8 %                                        | 1.300.000                                    | 46.000.000                                   |                                              |
Antes de la conquista europea había tres ecorregiones indígenas con diferencias muy marcadas: en el cuadrante del noroeste andino se establecieron culturas agroalfareras emparentadas con la civilización andina y una parte de ellas llegó a formar parte del Imperio incaico; en el cuadrante noreste se establecieron culturas agroalfareras relacionadas con la familia lingüística tupí-guaraní; en la Pampa centro y la Patagonia se establecieron culturas nómadas que no tenían una etnogénesis común, ya que pertenecían y pertenecen a familias lingüísticas diversas. 
Durante la conquista europea las culturas indígenas que habitaban el actual territorio argentino experimentaron destinos diversos. Por un lado la mayoría de las culturas pampeanas, patagónicas y chaqueñas resistieron la conquista española y posterior aculturación y nunca estuvieron bajo su dominación directa aun. Distinta fue la situación que se dio en el cuadrante noroeste, centro, partes de la Pampa húmeda, y Litoral ya que la colonización española estableció sus principales centros de población y producción sobre la base de trabajo encomendado de los indígenas, en tanto que algunas naciones indígenas protagonizaron guerras e insurrecciones contra los españoles. Una vez que las Provincias Unidas del Río de la Plata se constituyeron como estado formalmente independiente en 1816, y como República Argentina en 1826, se inició un proceso de conquista de los territorios ocupados por los pueblos indígenas que no habían sido dominados por el Imperio español, especialmente en la región pampeana, la Patagonia y el Gran Chaco. Estas «guerras contra el indio» tuvieron su punto más alto en la llamada Conquista del Desierto de 1880 en la que fueron derrotados los pueblos mapuche, ranquel y tehuelche, y le permitieron al Estado argentino controlar efectivamente amplios territorios.

### Afroargentinos

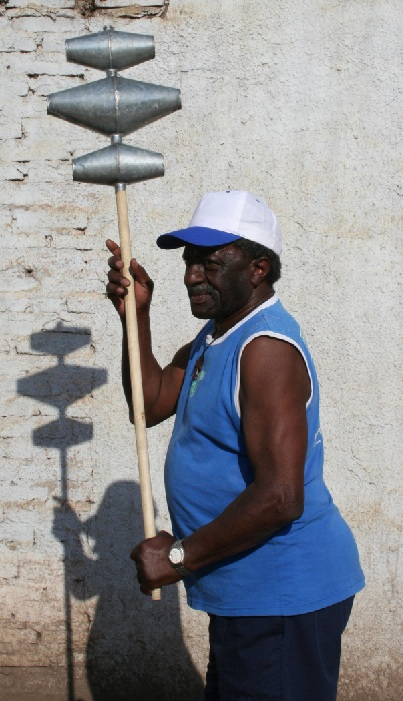
Hombre afroargentino en Merlo con una masacalla, utilizada para el candombe argentino.

Según el censo nacional argentino de 2022, 302.936 (el 0,65 % de la población total del país) se identificaron como afroargentinos. Según los estudios de los bancos genéticos afirman la población argentina con algún grado de ascendencia africana subsahariana rondaría el 5 %. Estimaciones del Banco Mundial y del gobierno argentino han sugerido que la población argentina con alguna ascendencia africana podría superar los 2 millones de personas. A pesar de que llegaron a ser el 32 % durante la época virreinal y el segundo grupo más grande del país después de los blancos superando a los indígenas y mestizos. Se estima que en 1887 ya eran menos del 1,8 %.
En los años 60 se calculaba que Argentina debía dos tercios del volumen de su población a la inmigración europea, más del 5 % de los argentinos declara tener al menos un antepasado negro, y otro 20 % declara no saber si tiene o no algún antepasado negro. Estudios genéticos realizados en 2005 mostraron que el nivel medio de contribución genética africana en la población de Buenos Aires es del 2,2 %, pero que este componente se concentra en un 10 % de la población que presenta niveles notablemente superiores de ascendencia africana. En la actualidad sigue existiendo una notable comunidad afroargentina en los barrios porteños de San Telmo y La Boca. También hay bastantes afrodescendientes argentinos en Merlo y Ciudad Evita, en el área metropolitana de Buenos Aires.
La inmigración procedente de Cabo Verde fue uno de los primeros flujos migratorios africanos en la era poscolonial, desde finales del siglo XIX hasta bien entrado el XX. Hoy en día, los caboverdianos constituyen una de las mayores comunidades de inmigrantes africanos, con más de 15.000 personas; viven principalmente en ciudades portuarias de la provincia de Buenos Aires, como Ensenada y Dock Sud. La inmigración procedente de Senegal, Nigeria, Sierra Leona, Angola y otros países africanos en las últimas décadas ha provocado también un aumento de la población negra del país.

### Asiáticos orientales

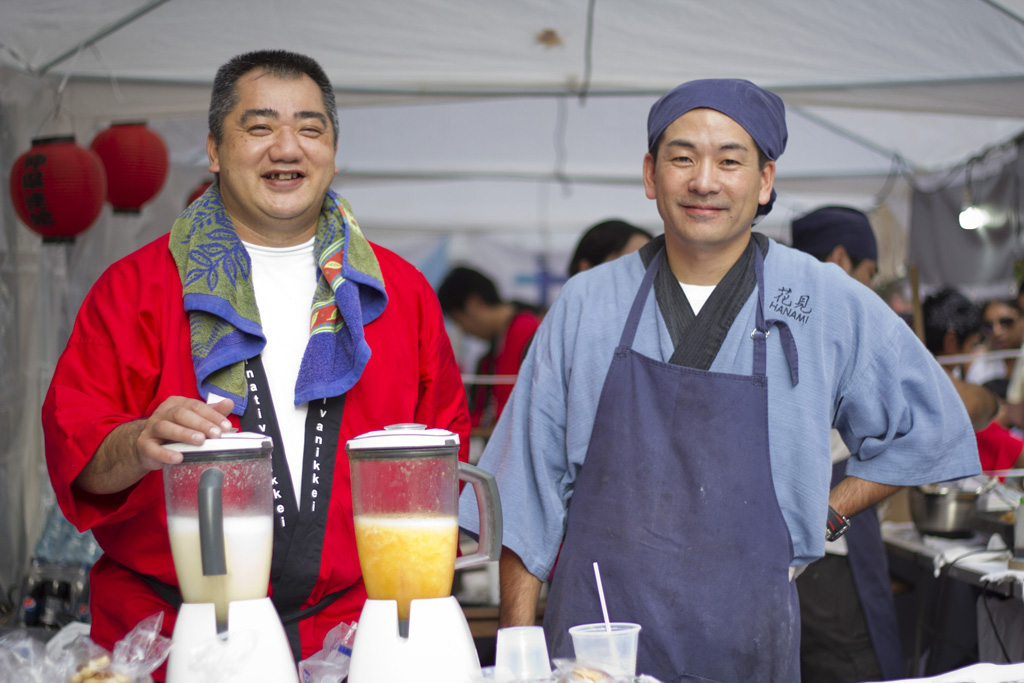
Dos argentinos de origen japonés en Buenos Aires.

Son aquellos argentinos cuya ascedencia proviene de Asia Oriental y el Sudeste Asiático. Los primeros asiáticos orientales que llegaron a Argentina fueron un pequeño grupo de inmigrantes japoneses, principalmente de la prefectura de Okinawa, que llegaron en el período comprendido entre principios y mediados del siglo XX. Se calcula que los argentinos con ascendencia japonesa son más de 111.000.
En la década de 1960 empezaron a llegar coreanos y en la de 1980, inmigrantes taiwaneses. La década de 1990 trajo consigo la mayor oleada de inmigración asiática hasta la fecha a Argentina, de inmigrantes chinos continentales, que acabaron convirtiéndose en la cuarta comunidad inmigrante en 2013, después de paraguayos, bolivianos y peruanos. Se estima que en Argentina residen más de 52.000 chinos y con ascedencia china serían más de 180.000.
La pequeña población argentina de asiáticos orientales ha mantenido en general un perfil bajo, y es aceptada por la sociedad argentina en general. Viven principalmente en sus propios barrios de Buenos Aires, y muchos de ellos poseen actualmente sus propios negocios de diversa envergadura, principalmente textiles, tiendas de comestibles y restaurantes tipo bufé.

## Idiomas
Aunque predomina el español o castellano, que es la lengua nacional hablada por prácticamente todos los argentinos, en Argentina se hablan al menos 40 idiomas. Entre las lenguas habladas por al menos 100.000 argentinos figuran lenguas amerindias como el quechua meridional, el guaraní, el mapudungun y lenguas de inmigrantes como el italiano, el inglés, el francés, el alemán, etc.
Dos lenguas nativas se han extinguido (el abipón y el chané), mientras que otras están en peligro de extinción, habladas por personas mayores cuyos descendientes no las hablan (como el vilela, el puelche, el tehuelche y el selknam).[cita requerida]
También hay otras comunidades de inmigrantes que hablan sus lenguas nativas, como el chino mandarín hablado por al menos la mitad de los más de 60.000 inmigrantes chinos (la mayoría en Buenos Aires) y una comunidad habla occitano en Pigüé, provincia de Buenos Aires. También hablan galés más de 35.000 personas en la provincia de Chubut. Existe un dialecto llamado galés patagónico, que se ha desarrollado desde el inicio de la colonización galesa en Argentina en 1865.
Un alto porcentaje de argentinos domina el inglés, ya que su enseñanza se incluye en los centros educativos desde el jardín de infancia. De acuerdo con la edición 2023 del English Proficiency Index, los argentinos tienen uno de los niveles más alto de dominio del inglés en América Latina, ubicándose en el puesto 28 a nivel mundial. Aunque, por supuesto, no todo el mundo entra en la categoría C2 en cuanto al dominio del inglés, hay un gran número de personas que, al menos, son capaces de mantener una conversación y hacerse entender.

## Religión

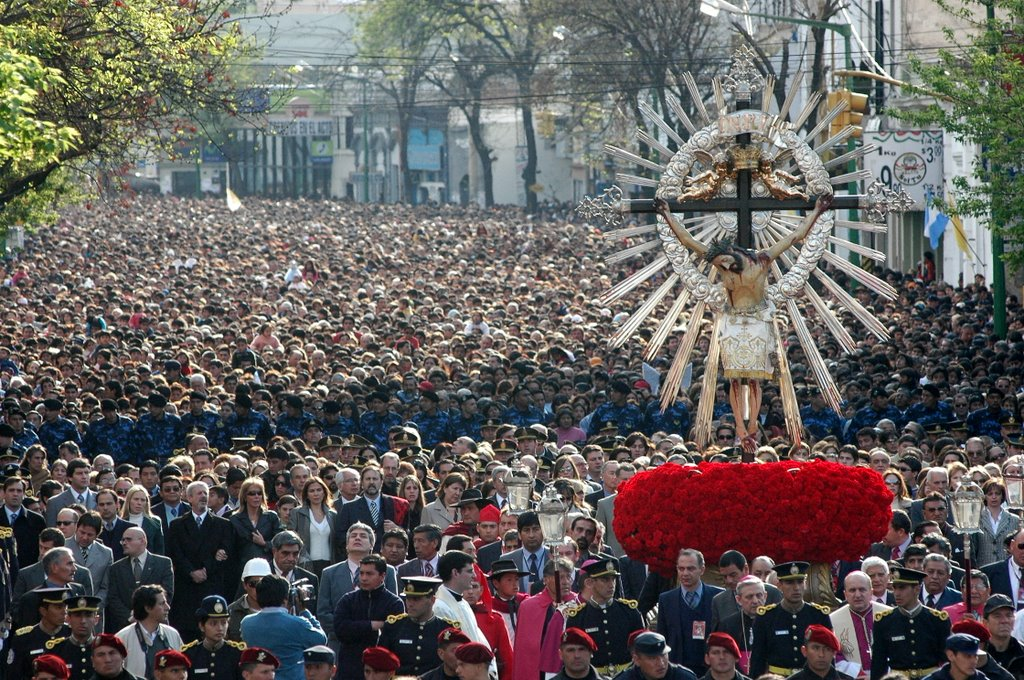
Procesión de Nuestro Señor y la Virgen del Milagro en la ciudad de Salta. El cristianismo es la religión mayoritaria en Argentina.

La mayoría de la población argentina es cristiana. Según la encuesta del Conicet sobre credos en 2019, alrededor del 62,9 % de los argentinos son católicos romanos, el 15,3 % protestantes (con un 7,9 % en denominaciones pentecostales), el 1,4 % testigos de Jehová, y mormones, el 1,2 % otras religiones como el judaísmo, el islam, etc. El 18,9 % son irreligiosos de los cuales más del 10 % son agnósticos y ateos convencidos.
Argentina alberga la mayor población judía de América Latina y la sexta del mundo, con 230.000 individuos. Aunque los judíos representan menos del 1 % de la población argentina, Buenos Aires tiene la segunda mayor población de judíos de América, sólo superada por la ciudad de Nueva York.
Argentina también alberga a la minoría musulmana más grande de América Latina (ver Islam en Argentina). Aunque no hay estadísticas precisas sobre religión disponibles (porque el censo nacional no solicita datos religiosos), se estima que el tamaño real de la comunidad musulmana de Argentina es de alrededor del 1 % de la población total (400.000 a 500.000 miembros), según el Informe Internacional sobre Libertad Religiosa de 2015. Buenos Aires alberga la mezquita más grande de América Latina.
Buenos Aires también cuenta con notables iglesias ortodoxas griegas, armenias y rusas, iglesias presbiterianas coreanas y anglicanas, así como templos budistas, entre otras religiones minoritarias.

## Emigración
Según cálculos oficiales, hay 600.000 argentinos en todo el mundo, y según estimaciones de la Organización Internacional para las Migraciones, desde 2001 hay unos 806.369. Se calcula que sus descendientes serían alrededor de 1.900.000. La primera oleada de emigración se produjo durante la dictadura militar, entre 1976 y 1983, principalmente a España, Estados Unidos, México y Venezuela. En la década de 1990, debido a la supresión de visados entre Argentina y Estados Unidos, miles de argentinos emigraron a Norteamérica. La última gran oleada de emigración se produjo durante la crisis de 2001, principalmente a Europa, sobre todo a España, aunque también hubo un aumento de la emigración a países vecinos, sobre todo a Brasil, Chile y Paraguay.

### Europa
La tasa de emigración argentina a Europa (especialmente a España e Italia) alcanzó su punto álgido a finales de los años setenta y principios de los ochenta, y es digna de mención. España e Italia cuentan con las mayores comunidades argentinas en Europa, aunque también hay comunidades importantes en Francia, Reino Unido y Alemania.

### América
Los destinos más populares de la inmigración en América son: Estados Unidos y Brasil, y en menor medida, sobre todo a (Uruguay y Canadá): Chile, Paraguay y Bolivia, mientras que otras comunidades se asentaron en Venezuela, Perú, Colombia, Ecuador y Costa Rica.

### Medio oriente
Israel alberga la mayor diáspora argentina en Medio Oriente conformada en su mayoría por judío-argentinos.

### Oceanía
En Oceanía, Australia cuenta con la mayor comunidad argentina, seguida de Nueva Zelanda.